# Filiberto Hernández Martínez
Filiberto Hernández Martínez (nacido en 1971) es un asesino en serie mexicano activo entre 2010 y 2014. Sus delitos tuvieron lugar en Tamuín, en el sur del estado de San Luis Potosí, violó y asesinó cuatro niñas y una mujer, sospechoso de al menos otro feminicidio.

## Biografía
En 1971, Filiberto Hernández nació en Ébano, San Luis Potosí; dentro de una familia pobre. Tenía 3 hermanos y 2 hermanas. Según su padre, Marcelino Hernández,  fue un chico normal , había trabajado desde una edad joven, y sólo había estudiado hasta un nivel bachillerato, y enlistó en el ejército cuando tenía 17 años .